# Sbor Dr. Karla Farského (Semily)
Sbor Dr. Karla Farského v Semilech pochází z roku 1938. Kostel, vystavěný podle projektu architekta Vladimíra Krýše, je od října 2016 chráněn jako kulturní památka České republiky.

## Historie
Kostel byl vystavěn za čtyři a půl měsíce. Slavnostně otevřen byl 18. září 1938. Několik dní před podpisem Mnichovské dohody se tato akce změnila v tichou manifestaci za mír a svobodnou republiku.
Počátkem 21. století prošel sbor generální rekonstrukcí, na které se významně finančně podílel mecenáš Bohuslav Jan Horáček.

## Popis
Stavbě ovlivněné funkcionalismem dominuje 24 metrů vysoká železobetonová věž se zvonem.
Od roku 1958 kostel zdobí dřevořezby „Mistr Jan Hus na kazatelně“ a „Karel Farský v zamyšlení nad Písmem svatým“. Tyto dřevěné reliéfy a rovněž grafické listy zobrazující křížovou cestu jsou dílem semilského malíře a výtvarníka Vladimíra Komárka. Nad kněžištěm je od roku 1990 umístěna plastika „Žehnající Kristus“ od akademického sochaře Jana Mastníka. Obětní stůl navrhl architekt Krýš, vyrobil ho truhlářský mistr ze Semil Antonín Kovář, který ho sboru daroval.